# Mury miejskie w Bystrzycy Kłodzkiej
Mury miejskie w Bystrzycy Kłodzkiej – pochodzący z okresu średniowiecza system umocnień obronnych Bystrzycy Kłodzkiej, o pierwotnej długości 1580 m. Znajdują się przy ul. Wojska Polskiego i ul. Międzyleśnej.

## Historia
Budowę pierwszych obwarowań rozpoczęto około 1319 roku. Za ich wzniesienie król Jan Luksemburski w tymże roku przyznał miastu pełną samodzielność prawną, co postawiło Bystrzycę w rzędzie miast królewskich. W następnych wiekach były powiększane i modernizowane. Początkowo w murach były tylko dwie bramy wjazdowe do miasta (Kłodzka i Wodna), około 1400 roku w obwarowaniach przebito furtę Wyszkowską (zamurowaną w połowie XV wieku), a następnie dwie inne furty. Około 1500 roku w miejscu, w którym wcześniej była furta Wyszkowska, w okolicach kościoła parafialnego zbudowano Bramę Nową. W 1553 roku w okolicach obecnej ul. Międzyleśnej wybito w murach furtę Wodną, od której przeprowadzono zejście schodami do poziomu ulicy. W latach 1570, 1582 i 1593 odnotowano zawalenia się murów, co świadczy o tym, że w tym okresie były zaniedbane. Obwarowania były remontowano jeszcze w 1645 roku, a od połowy XVIII wieku były stopniowo wyburzane. Bramę Nową rozebrano w 1842 roku, a rok później Bramę Kłodzką, z której pozostała tylko wieża. Po 1865 roku rozbiórkę murów przyśpieszono, a w roku 1870 zasypano fosę, w miejscu której urządzono planty.
Dziś XIV-wieczne mury obronne z trzema wieżami, zachowane niemal w całości, otaczają malowniczo stare miasto. Są kamienne, o grubości około 1 m, obecnie znacznie obniżone, są częściowo włączone w powstałe przy nich domy. Remontowano je w latach 1960–1962, natomiast pomiędzy rokiem 1970 a 1977 przeprowadzono zabiegi konserwatorskie. W latach 2011–2014 wysokie mury obronne przy ul. Międzyleśnej zostały odrestaurowane i otrzymały iluminację nocną, mury przy ul. Wojska Polskiego odrestaurowane zostały w latach 2015–2016.
Decyzją wojewódzkiego konserwatora zabytków z dnia 10 lutego 1960 roku obwarowania zostały wpisane do rejestru zabytków.

## Architektura
Obecnie najlepiej zachowane fragmenty obwarowań to: Brama Wodna, Baszta Kłodzka i Baszta Rycerska.
- Brama Wodna – budowla powstała na planie kwadratu o wymiarach około 7 na 7 metrów, wewnątrz jest ostrołukowy przejazd, ze sklepieniem kolebkowym, brama jest zwieńczona blankami i ostrosłupowym hełmem.
- Baszta Kłodzka – pozostałość po wyburzonej Bramie Kłodzkiej, o podstawie 5 na 5 metrów, posiada ceglane nakrycie ostrosłupowe.
- Baszta Rycerska – o podstawie 4,5 na 4,5 metra, w 1843[5] roku przerobiona na dzwonnicę sąsiadującego z basztą kościoła ewangelickiego, również zwieńczona hełmem ostrosłupowym.
- Wójtostwo – pozostałość po wieży obronnej, w 1776 roku częściowo wyburzonej i przebudowanej na dom mieszkalny.

Poza tym zachowały się duże fragmenty murów wzdłuż ulic Międzyleskiej i Wojska Polskiego, często wykorzystane jako elementy konstrukcyjne wybudowanych później domów.

## Galeria

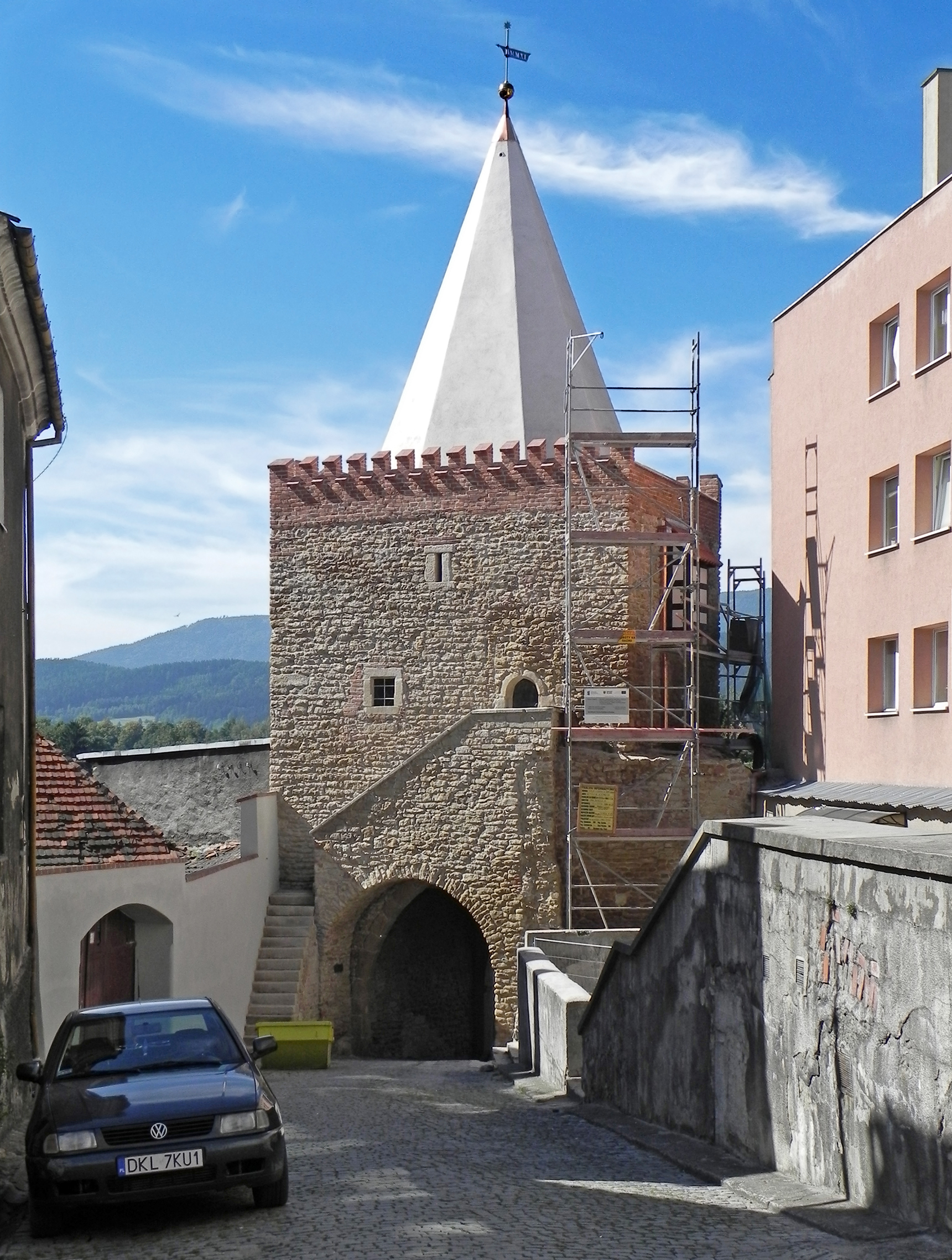
Brama Wodna
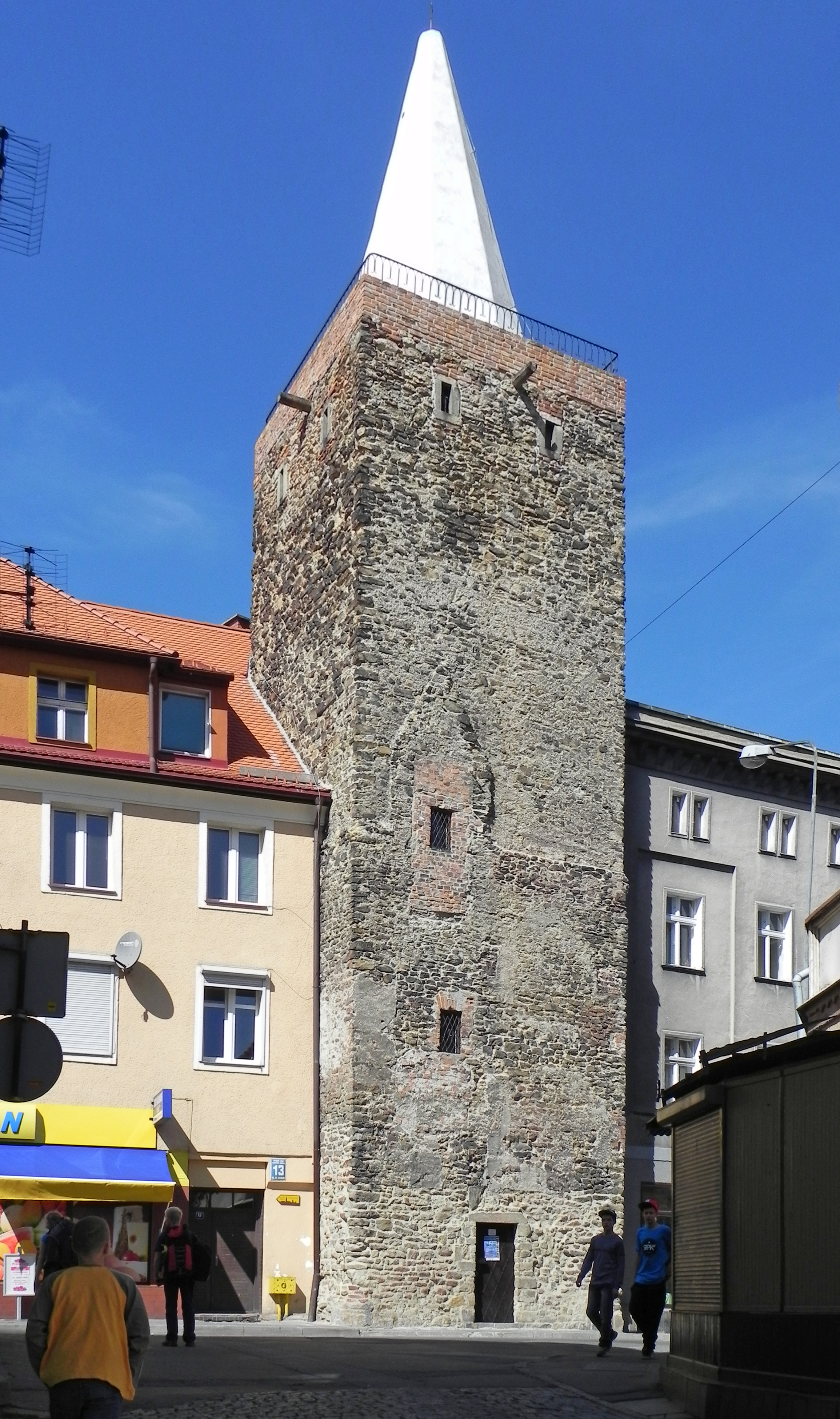
Baszta Kłodzka
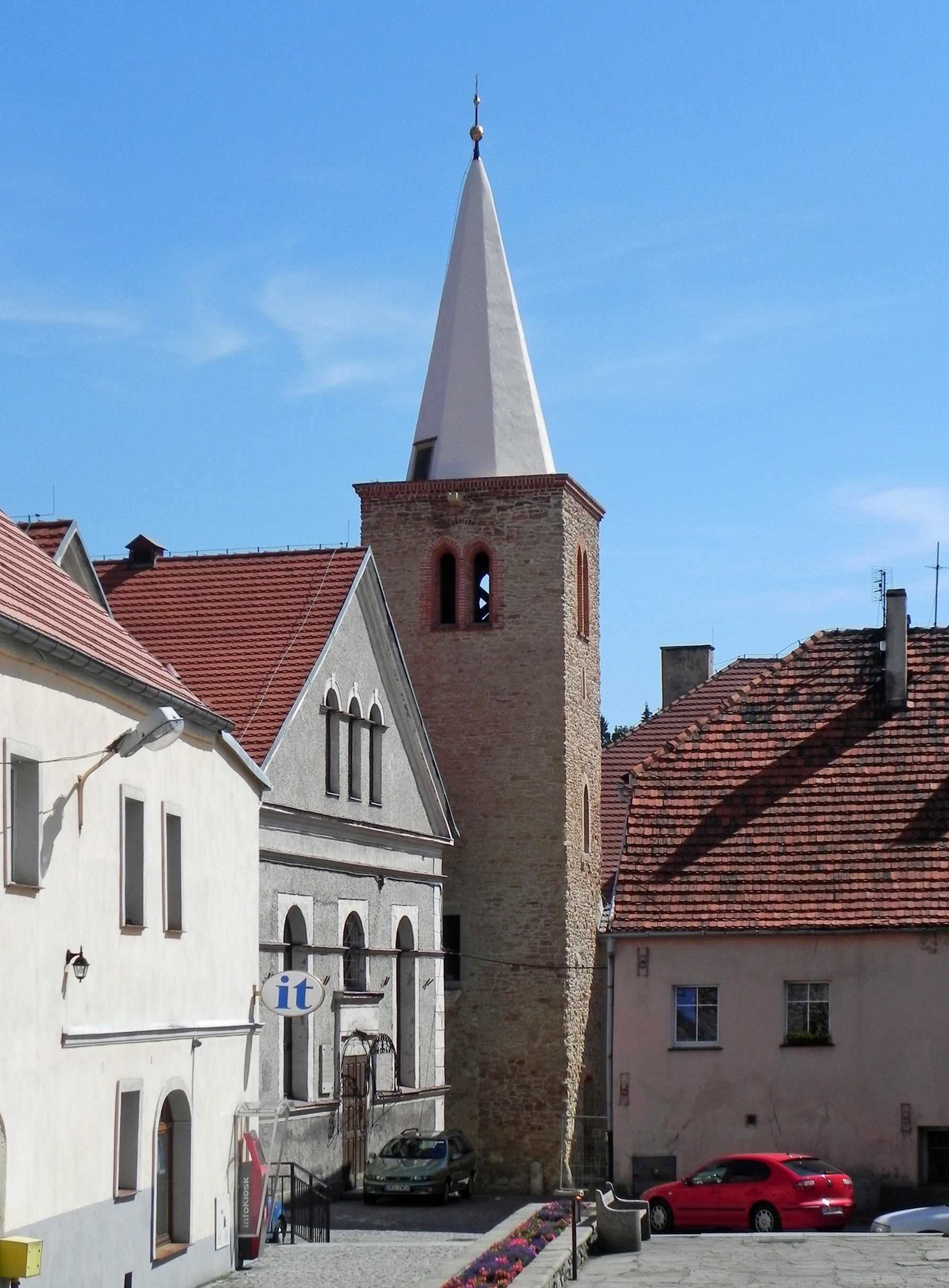
Baszta Rycerska
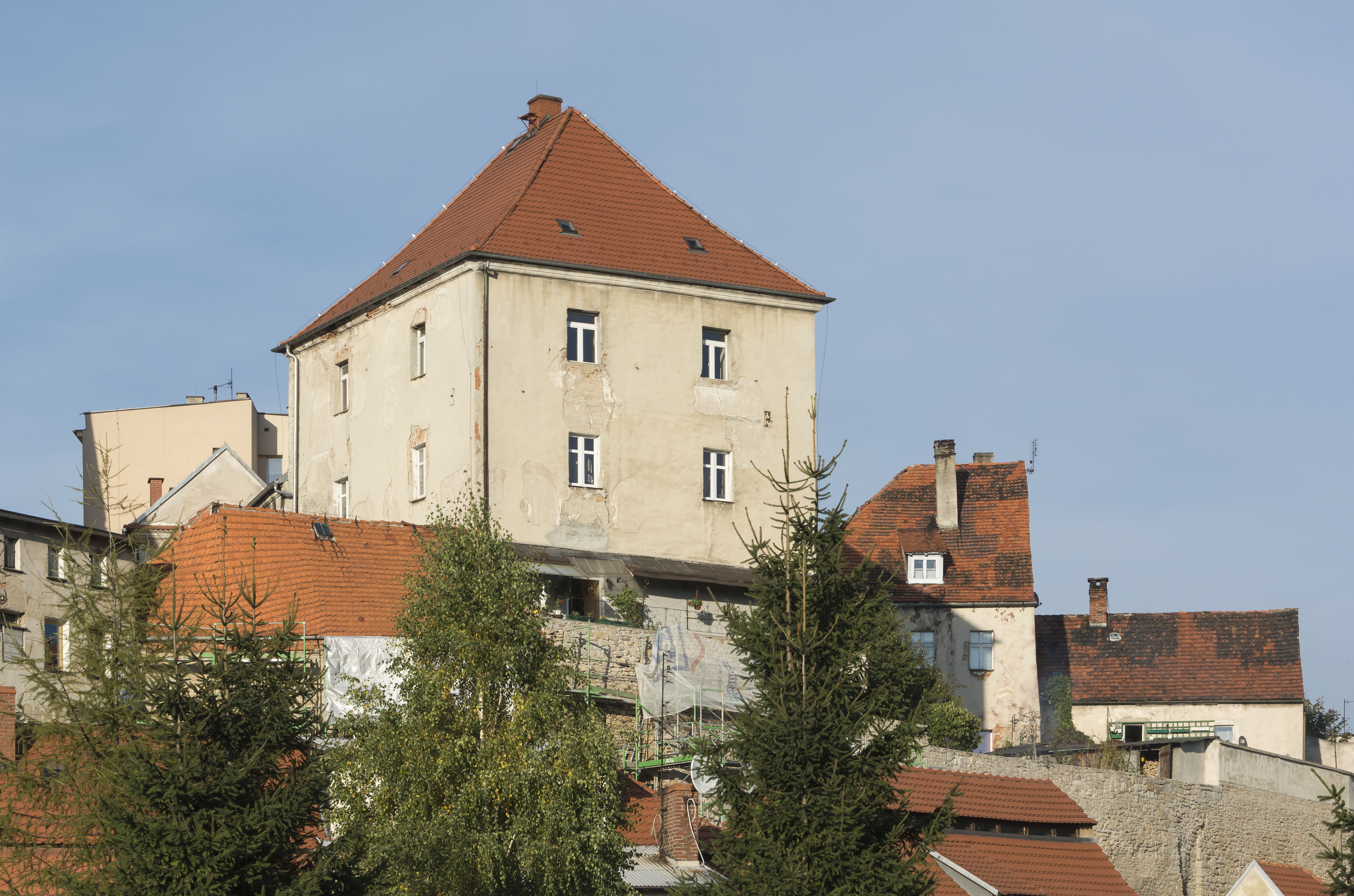
Wójtostwo
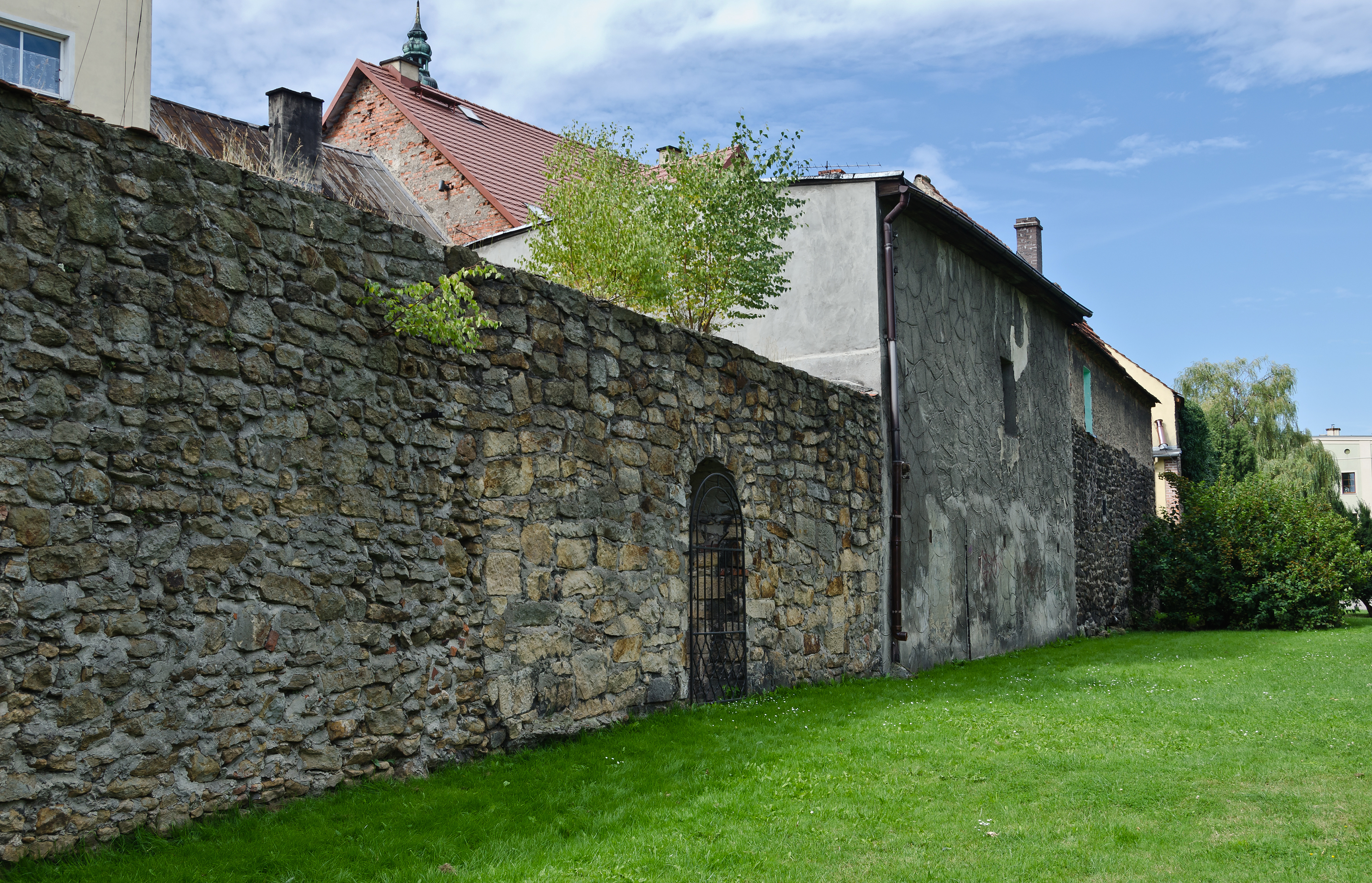
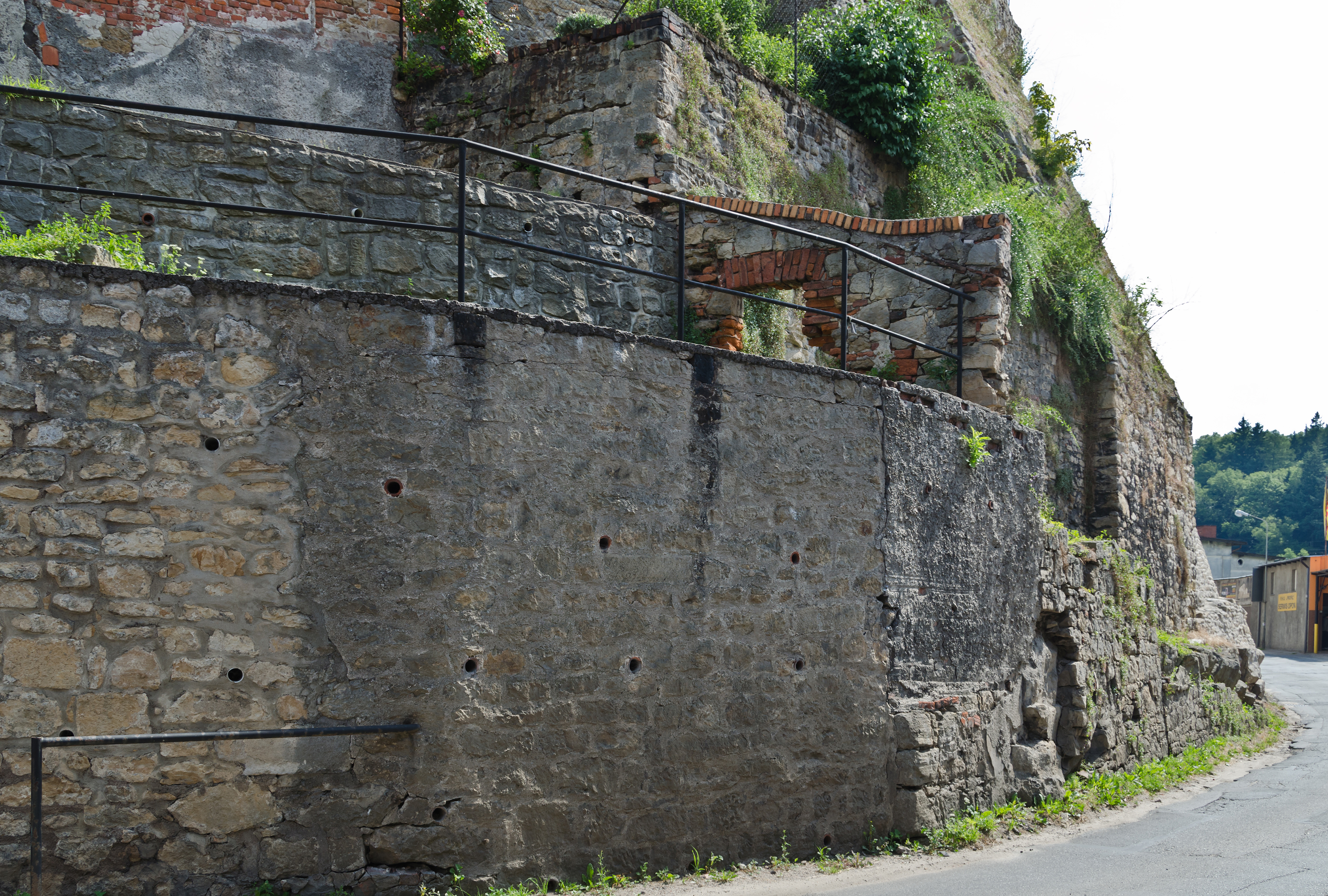
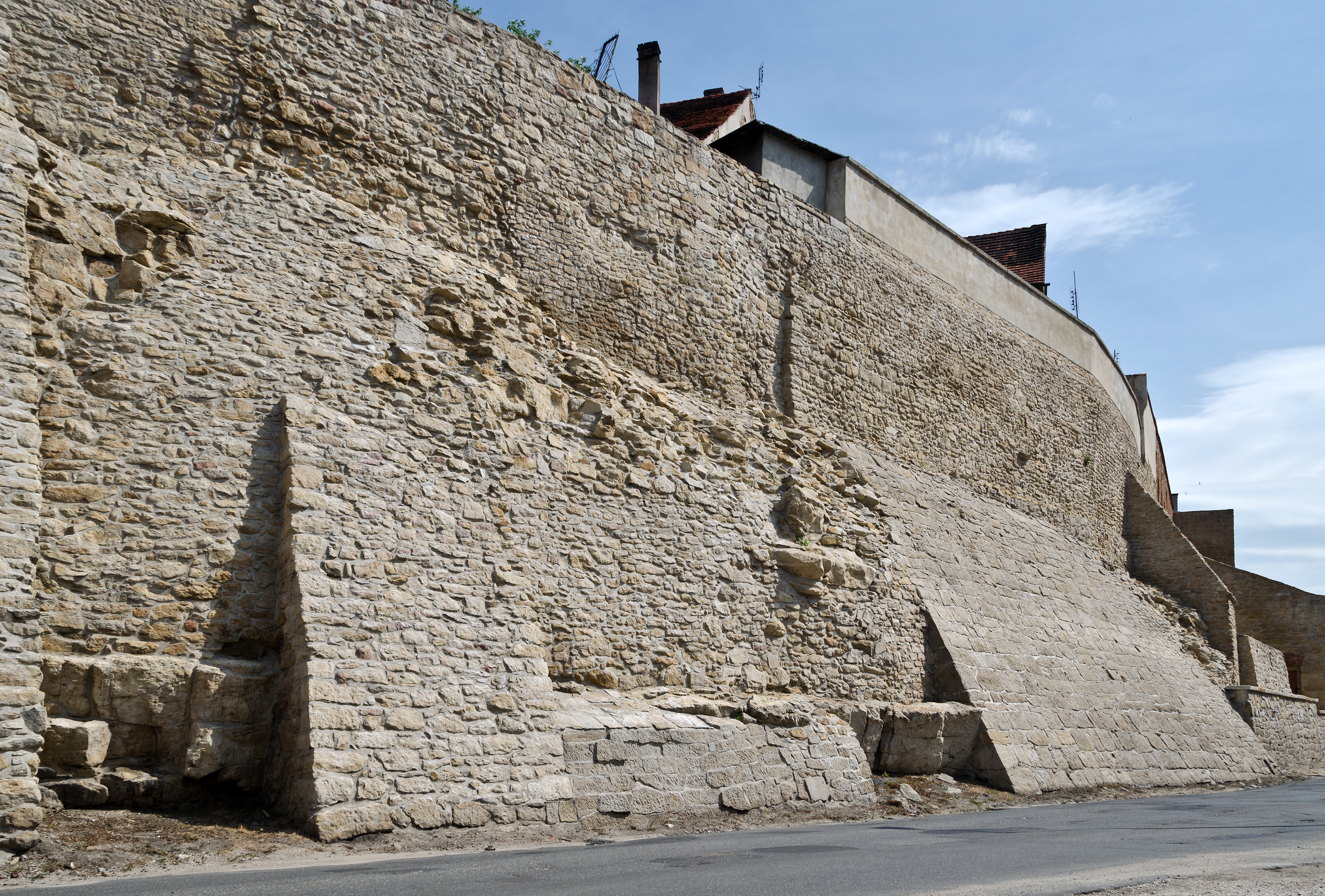
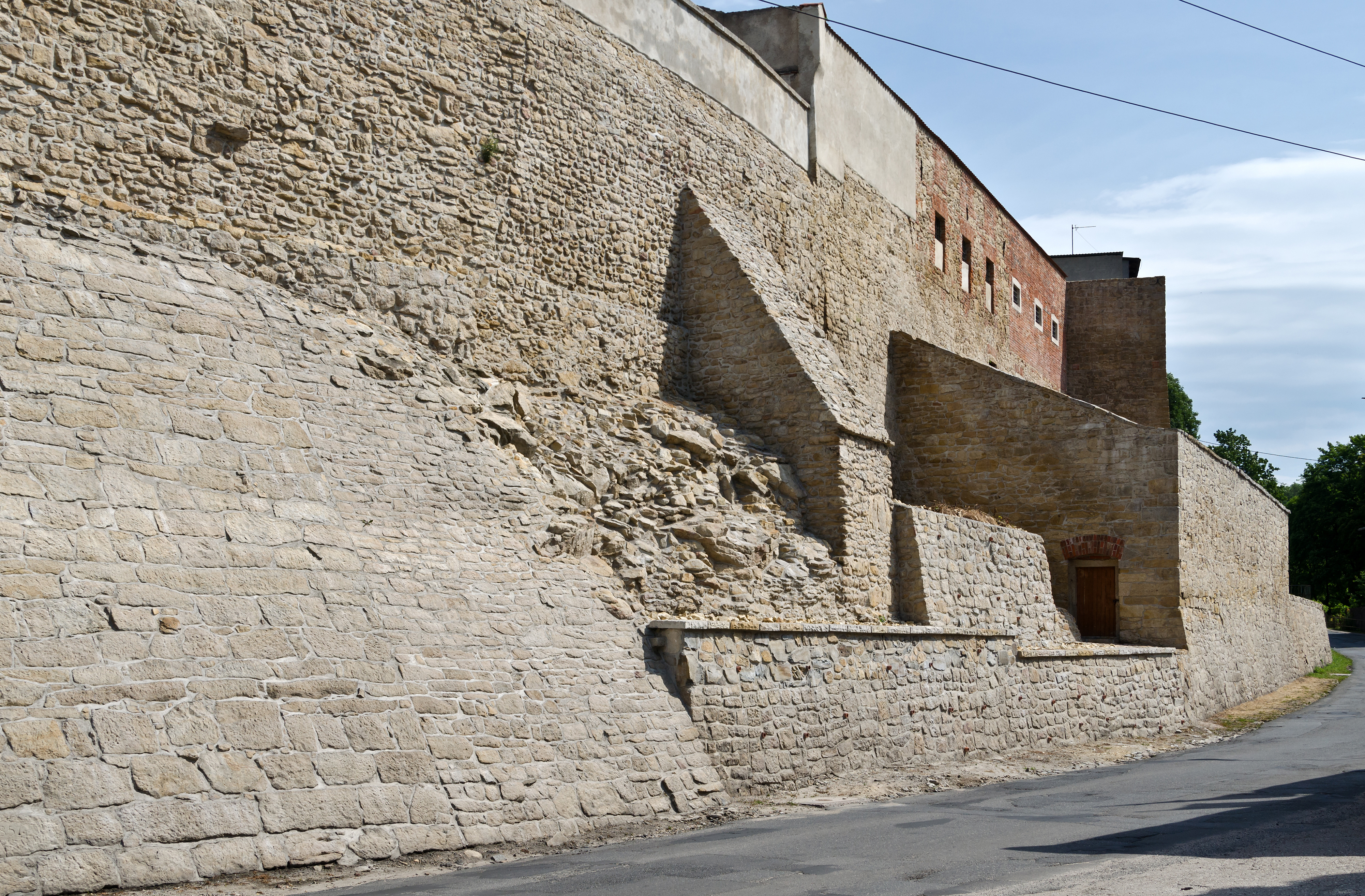
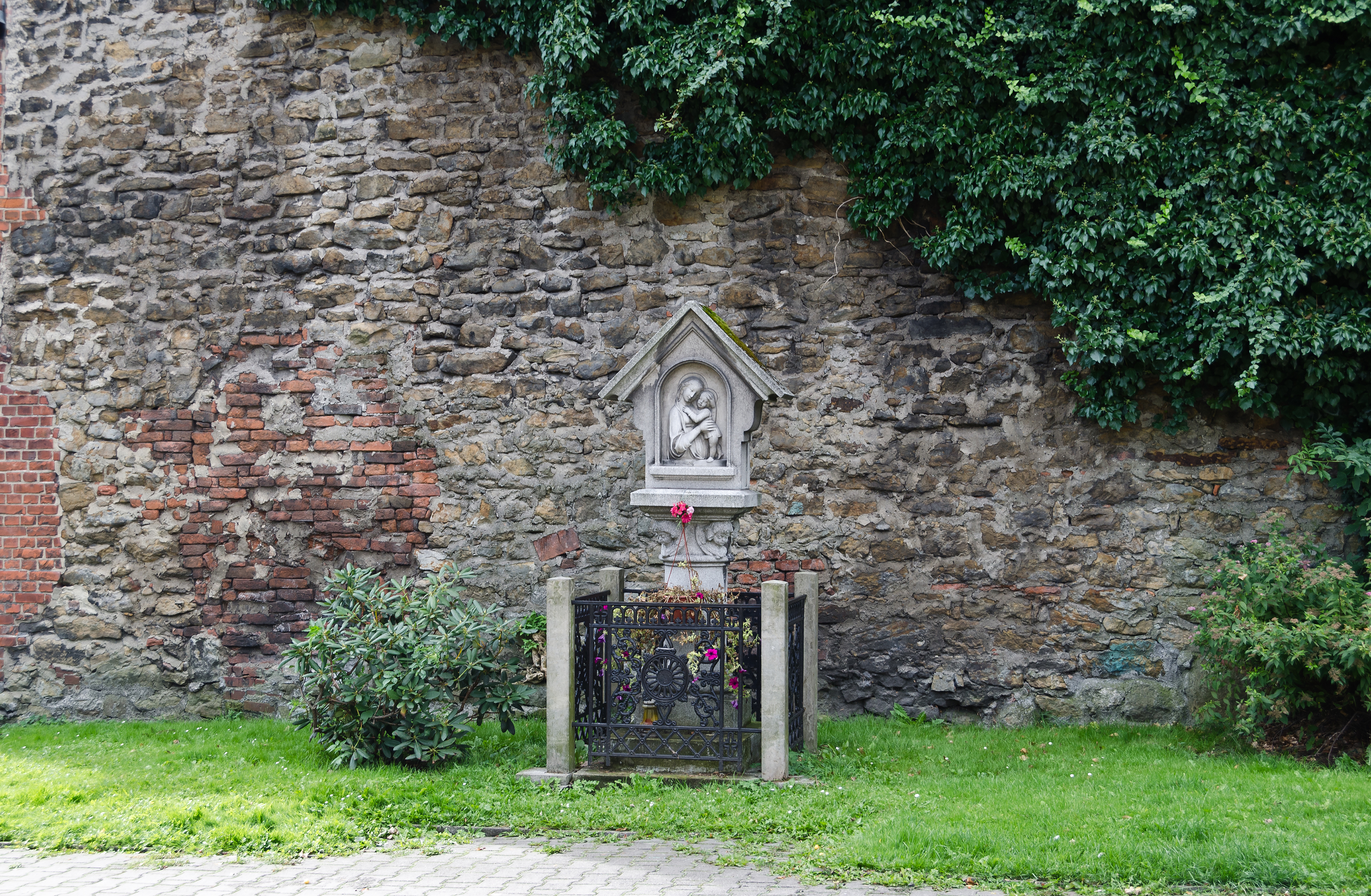